# Tony Leung Ka Fai
Tony Leung Ka Fai (梁家輝, en pinyin: Liáng Jiāhuī) (Hong Kong, 1 de febrer de 1958) és un actor de cinema de Hong Kong. Per evitar la confusió amb altre actor amb el mateix nom, sovint es coneix Tony Leung Ka Fai com "Tony el llarg" mentre que Tony Leung Chiu Wai se'l menciona com "Tony el curt", fent relació a l'alçada corporal que tenen. Actor força conegut a Occident arran del seu paper en la pel·lícula L'amant, basada en l'obra de Marguerite Duras.

## Filmografia
| - Reign Behind a Curtain (1983) - Burning of the Imperial Palace (1983) - Ghost Informer (1984) - Cherie (1984) - Lady in Black (1986) - Laser Man (1986) - City Girl (1987) - Prison on Fire (1987) - People's Hero (1987) - Gunmen (1988) - Sentenced to Hang (1989) - Mr. Coconut (1989) - A Better Tomorrow (1989) - Queen's Bench 3 (1990) - Her Fatal Ways (1990) - My Mother's Teahouse (1990) - She Shoots Straight (1990) - Farewell China (1990) - Island of Fire (1990) - Till We Meet Again (1991) - Pretty Ghost (1991) - To Catch a Thief (1991) - Inspector Pink Dragon (1991) - The Raid (1991) - Red and Black (1991) - This Thing Called Love (1991) - The Banquet (1991) - Blue Lightning (1991) - Finale in Blood (1991) - La Rose noire (1992) - Center Stage (1992) - Once Upon a Time a Hero in China (1992) - King of Chess (1992) - L'Auberge du dragon (1992) - Misty (1992) - L'Amant (1992) - Ghost Lantern (1993) - Lover of the Swindler (1993) - A Roof With a View (1993) - All Men are Brothers - Blood of the Leopard (1993) - Perfect Exchange (1993) - Rose, Rose I Love You (1993) - Tom, Dick, and Hairy (1993) - The Eagle Shooting Heroes (1993) - Flying Dagger (1993) - Boys are Easy (1993) - The Black Panther Warriors (1993) - He Ain't Heavy, He's My Father (1993) - It’s a Wonderful Life (1994) - Always Be the Winners (1994) - I Will Wait for You (1994) - He and She (1994) - Long and Winding Road (1994) - To Live and Die in Tsimshatsui (1994) | - Ashes of Time (1994) - Lover's Lover (1994) - God of Gamblers' Return (1994) - Lover of the Last Empress (1995) - A Touch of Evil (1995) - Dream Lover (1995) - The Christ of Nanjing (1996) - Evening Liason (1996) - 4 Faces of Eve (1996) - Destination - 9th Heaven (1997) - Island of Greed (1997) - The Victim (1999) - Love Will Tear Us Apart (1999) - Okinawa Rendezvous (2000) - Jiang Hu - The Triad Zone (2000) - Double Vision (2002) - Golden Chicken (2002) - Zhou Yu's Train (2002) - The Gua Sha Treatment (2002) - Good Times, Bed Times (2003) - Men Suddenly in Black (2003) - The Spy Dad (2003) - Sex and the Beauties (2004) - 20 30 40 (2004) - Papa Loves You (2004) - Throwdown (2004) - The Twins Effect II (2004) - Nouvelle Cuisine (2004) - A-1 Headline (2004) - Fear of Intimacy (2004) - The Myth (2005) - On the Mountain of Tai Hang (2005) - Everlasting Regret (2005) - Election (2005) - Boarding Gate (2006) - My Name is Fame (2006) - The Drummer (2007) - Lost in Beijing (2007) - It's a Wonderful Life (2007) - Filatures (2007) - Missing (2008) - El detectiu Di i el misteri de la flama fantasma (2010) - I Love Hong Kong (2011) - Cold Steel (2011) - The Devil Inside Me (2011) - Cold War (2012) - Tai Chi (2012) - Tai Chi Hero (2012) - Better and Better (2013) - Tales from the Dark 1 (2013) - Cold War 2 (2013) - Beijing Love Story (2014) - Rise of the Legend (2014) |